# ارتش هشتم (ورماخت)
لشکر هشتم ورماخت (به آلمانی:8. Armee Oberkommando) یکی از ارتش‌های میدانی نیروی زمینی آلمان در دوره رایش سوم بود که در جنگ جهانی دوم به عملیات پرداخت.

## تاریخچه عملیاتی

### لهستان
در جریان نبرد لهستان ارتش هشتم به فرماندهی یوهانس بلاسکوویتس در جناح چپ گروه ارتش جنوب روز ۹ سپتامبر سال ۱۹۳۹ مورد ضد حمله ارتش پوزنان لهستان قرار گرفت. نیروهای این ارتش دشمن با تمام توان عملیاتی خود جناح باز شمال غربی ارتش هشتم را که تنها با یک لشکر محافظت می‌شد، هدف قرار داده بودند. لهستانی‌ها در این قسمت برتری عددی سه به یک داشتند.

## فرماندهان
- یوهانس بلاسکوویتس (۱ اوت - ۲۰ اکتبر ۱۹۳۹)
- اتو وولر (۲۲ اوت ۱۹۴۳ - ۲۷ دسامبر ۱۹۴۴)
- هانس کریزینگ (۲۸ دسامبر ۱۹۴۴ - ۸ مه ۱۹۴۵)